# Villejuif – Paul Vaillant-Couturier (Métro Paris)
Villejuif – Paul Vaillant-Couturier ist eine unterirdische Station der Pariser Métro. Sie befindet sich unterhalb des Boulevard Maxime Gorki im Pariser Vorort Villejuif und wird von der Métrolinie 7 bedient. Die Station ist nach dem gleichnamigen Vorort und dem französischen Journalisten Paul Vaillant-Couturier benannt.
Die Station wurde am 28. Februar 1985 in Betrieb genommen, als der letzte Abschnitt des Südost-Zweiges der Linie 7 von der Station Le Kremlin-Bicêtre bis zur Station Villejuif – Louis Aragon in Betrieb genommen wurde.